# 塩釜駅
塩釜駅（しおがまえき）は、宮城県塩竈市東玉川町にある、東日本旅客鉄道（JR東日本）東北本線の駅である。
松島駅 - 高城町駅間の支線を経由する仙石東北ラインの列車は、当駅を列車運行上の分岐駅としている。
漢字表記は、塩竈市内にある鹽竈神社とも市名の「塩竈」とも異なり、「塩釜」が正式である。
当駅 - 松島駅間（10.0キロメートル）は東北本線全体で最も長い区間である。

## 歴史

### 塩釜駅（初代）
東北本線の前身である日本鉄道は、福島県から宮城県にかけての鉄道建設に当たり、必要な資材を塩竈港へ船で輸送してそこから鉄路を敷設した。そのために福島県の郡山駅から宮城県の塩釜港に至る鉄道路線が形作られ、この区間が1887年（明治20年）12月15日に開通した。この時、鉄道資材が荷揚げされていた塩竈港には塩竈駅（初代）が置かれた。この塩竈駅は現在の塩釜駅とは異なるもので、その位置は現在のイオンタウン塩釜がある場所に当たる（北緯38度19分8.4秒 東経141度1分34.1秒 / 北緯38.319000度 東経141.026139度）。日本鉄道はさらに青森へ向けて鉄道の建設を進めるが、その際、岩切駅から分岐して北上する経路を採ったために、岩切駅から塩竈駅までの区間は支線となった。のちにこの区間は塩竈線と呼称されるようになる。
東北本線を塩竈に引き込もうとする運動は昭和の初めごろから行われていた。塩竈町長を会長とする「岩切松島間鉄道線路変更期成同盟」が結成され、宮城県出身の衆議院議員守屋栄夫がこの件を国会で建議した。これには利府駅および旧松島駅周辺住人の反発があり、この構想はすぐには進展しなかった。太平洋戦争が勃発すると鉄道の輸送力増強が求められるようになり、それに合わせて利府村内にあった東北本線の急勾配の解消が図られることになった。鉄道省は当初これについて、若干の経路変更を含む勾配の切り下げを計画し、測量を行っていた。一方、この時、衆議院議員から初代塩竈市長に転身していた守屋は、鉄道大臣である八田嘉明や、海軍将校である保科善四郎に掛け合って、塩竈を経由する新線の建設をもって鉄道の輸送力増強とするよう協力を求めた。そして、陸前山王駅から塩竈を経由して品井沼駅に至る新路線の建設が1943年（昭和18年）4月に決定、即時に着工された。
この新線の建設にあたっては、新線が鹽竈神社の境内の地下をトンネルで通過することについて神社と内務省が難色を示すという一幕があった。守屋が説得に回り、これに合わせて塩竈市は神社に対して市有地6700平方メートルを寄進した。また、塩竈市民が「鉄道建設工事勤報隊」を結成して軌道の砂利を敷くなどの労務を提供し、1944年（昭和19年）にこの新線は開通した。この新線は「東北海岸線」あるいは「海線」と呼ばれた。ただし、この時は線路が開通しただけであり、駅はなく、貨物列車がここを走行した。

### 塩釜駅（二代目）
塩竈市議会は1947年（昭和22年）に「東北海岸線」の複線化と駅の設置を議決し、塩竈市がこの件を仙台鉄道局へ陳情した。1956年（昭和31年）、「東北海岸線」が、「山線」と通称された利府駅回りの旧線に替わって東北本線のメインルートとなることになり、この時に「東北海岸線」に塩釜駅（二代目）が開設された。これに合わせて、塩竈線の塩竈駅（初代）は塩釜港駅と名を変えて旅客扱いを廃止した。一方で「山線」は岩切駅と利府駅の間を残して1962年（昭和37年）に廃止されることになる。
塩釜駅開業当時、この駅は市民から「新駅」と呼ばれた。「新駅」は塩竈市中心部から山を越えた先にあって、当時その周辺には田畑が広がっていた。高度経済成長期を経て駅の周辺は住宅地に変貌したが、塩竈市の中心部の地位は、塩釜港に隣接する仙石線の本塩釜駅周辺のままである。
東北新幹線開業までは、数多くの特急列車や急行列車が通った東北本線で、塩釜駅は主に急行停車駅だった。1971年（昭和46年）から1975年（昭和50年）にかけては仙台駅と秋田駅を結ぶ特急「あおば」が停車していたことがある。

#### 仙石線との接続線設置
2011年（平成23年）の東日本大震災で不通となっていた仙石線の高城町駅 - 陸前小野駅間の復旧工事の終了に時期をあわせて塩釜駅（分岐点は松島駅構内扱い）と高城町駅を結ぶ仙石線・東北本線接続線を設け、仙石線の石巻駅方面からの列車を東北本線に乗り入れ仙台駅まで直通させる計画が持ち上がり、2015年（平成27年）5月30日から仙石東北ラインとして運行を開始した。
開業にあたっては、登記上の接続線分岐駅である松島駅に接続線経由列車の乗降設備が設けられないことから、塩釜駅が列車運行上の接続線分岐駅となるが、塩釜駅 - 松島駅間には区間外乗車の特例が設定されている。

### 年表
- 1956年（昭和31年）7月9日：開業[2][7]。
- 1985年（昭和60年）3月14日：荷物の扱いを廃止[7]。
- 1987年（昭和62年）4月1日：国鉄分割民営化により、JR東日本の駅となる[7]。
- 2003年（平成15年）
  - 2月27日：自動改札機を導入。
  - 10月26日：ICカード「Suica」の利用が可能となる[報道 3]。
  - 11月1日：管理区分見直しにより塩釜駅長を廃止し、本塩釜駅長管理下となる（駅員は本塩釜駅所属塩釜在勤となる）。
- 2008年（平成20年）
  - 3月：駅設備更新工事が完成。エレベーター新設、信号・ホーム屋根・駅舎外装などの更新が行われた。
  - 5月：駅前広場（面積：3,360平方メートル）の整備事業が着工（工事費：12.6億円）[8][新聞 1]。
- 2014年（平成26年）
  - 8月4日：ロータリーの供用を開始[9]。
  - 11月29日：駅前広場が完成[新聞 1]。
- 2015年（平成27年）
  - 4月1日：本塩釜駅の業務委託化に伴い、管理駅機能を塩釜駅に移管。再度、塩釜駅長が配置される。
  - 5月30日：仙石東北ラインが開業。仙石東北ラインの列車運行上の東北本線との分岐駅かつ全列車停車駅となる[報道 4]。
- 2018年（平成30年）6月1日：業務委託化[10]。仙石線西塩釜駅 - 陸前浜田駅間の管理業務は多賀城駅へ移管。塩釜駅は岩切駅長管理下となる。
- 2020年（令和2年）12月1日：岩切駅の被管理化に伴い、仙台駅長管理下となる。
- 2024年（令和6年）10月1日：えきねっとQチケのサービスを開始[1][報道 5]。

## 駅構造
島式ホーム1面2線を有する地上駅である。崖に駅舎があり、ホームは駅舎からやや高いところにある。
仙台駅が管理し、JR東日本東北総合サービスが受託する業務委託駅である。ただし、お客さまサポートコールシステムが導入されており、一部の時間帯はインターホンによる案内となる。また、みどりの窓口、自動券売機、多機能券売機、自動改札機（Suica、えきねっとQチケ対応）、自動精算機、NewDaysが設置されている。

### のりば
| 番線 | 路線            | 方向 | 行先                     |
| ---- | --------------- | ---- | ------------------------ |
| 1    | ■東北本線       | 上り | 仙台・白石・福島方面     |
| 1    | ■仙石東北ライン | 上り | 仙台方面                 |
| 2    | ■東北本線       | 下り | 松島・小牛田・一ノ関方面 |
| 2    | ■仙石東北ライン | 下り | 高城町・石巻方面         |

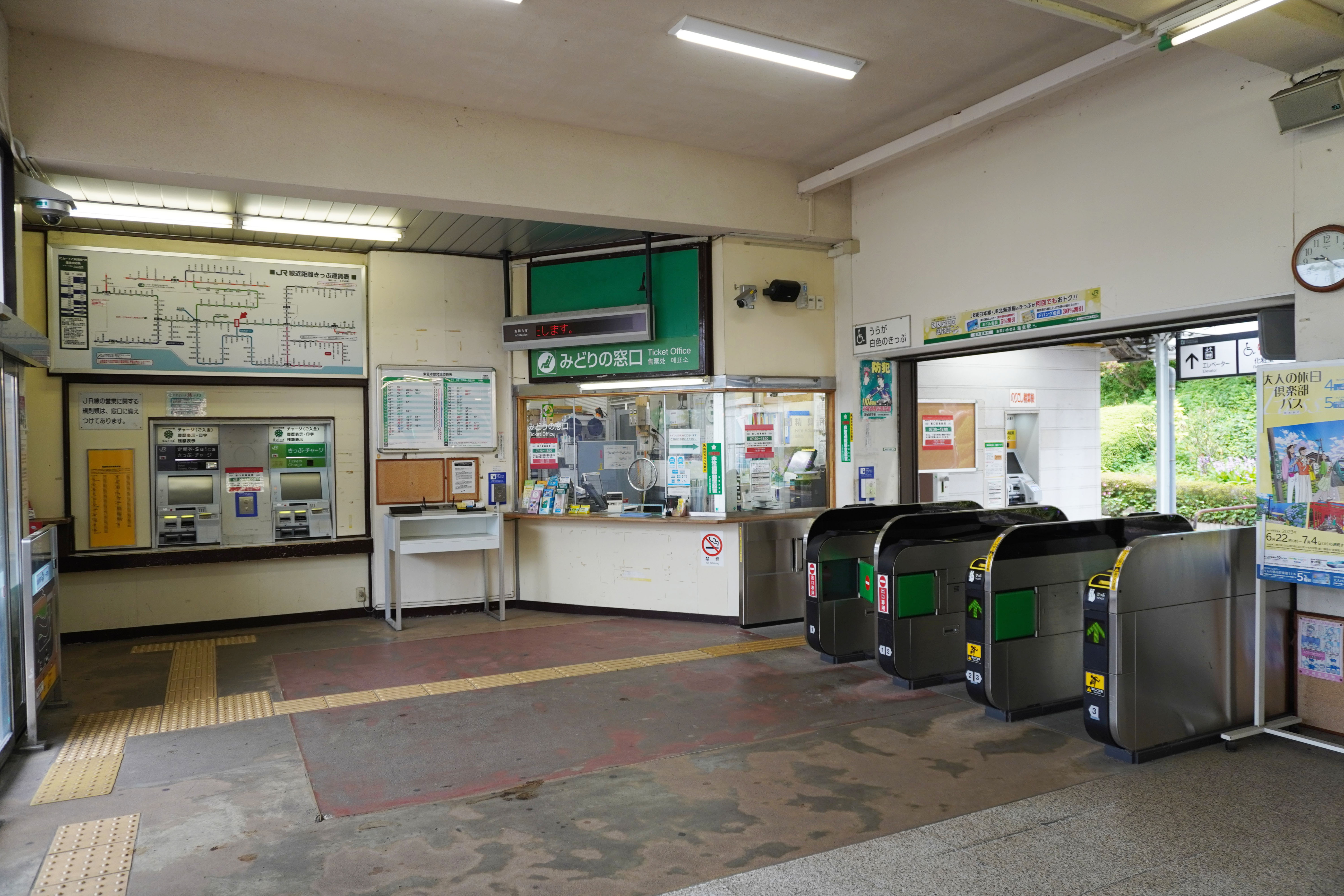
改札口（2023年5月）
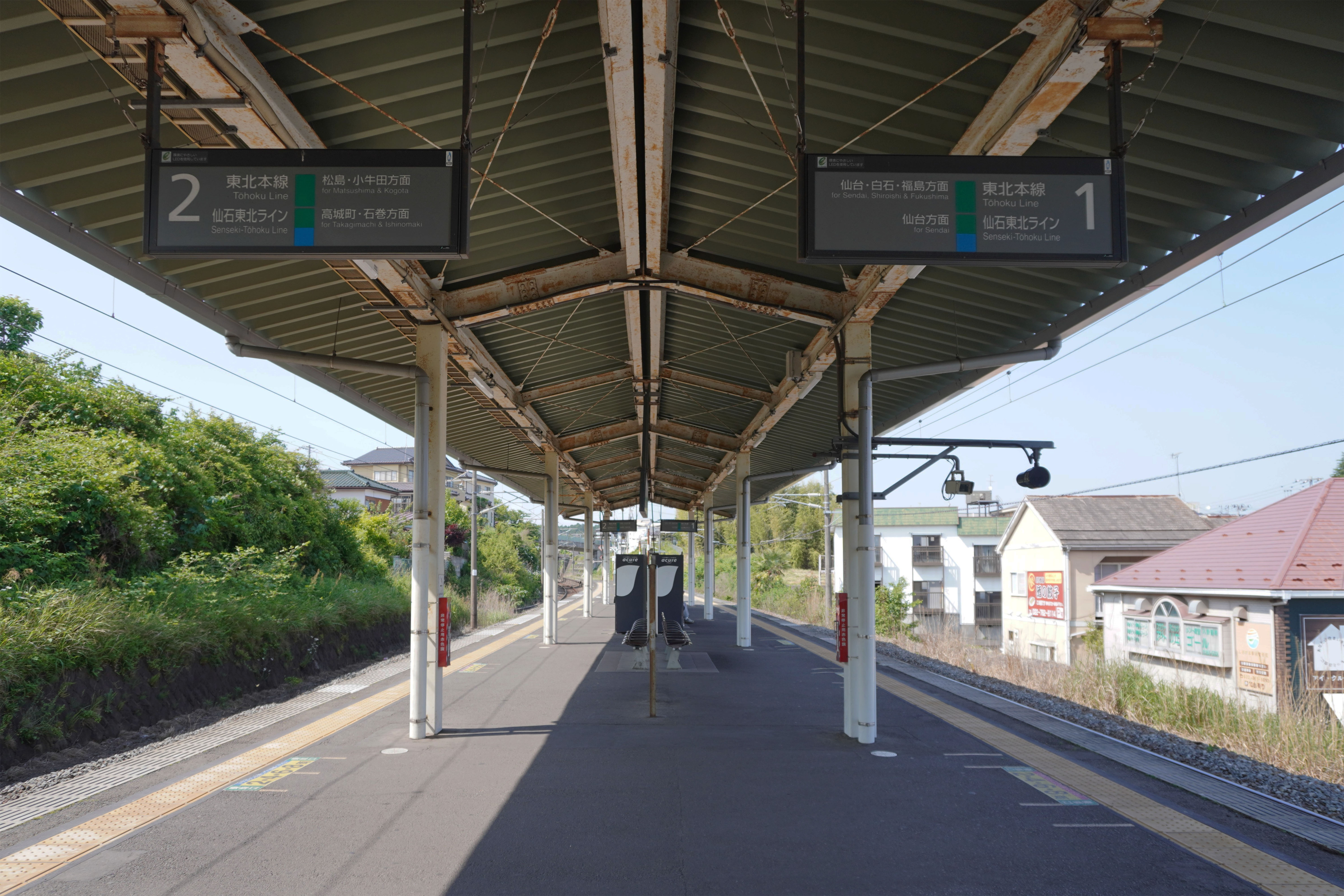
ホーム（2023年5月）

## 利用状況
JR東日本によると、2023年度（令和5年度）の1日平均乗車人員は2,348人である。
2000年度（平成12年度）以降の推移は以下のとおりである。
| 1日平均乗車人員推移 | 1日平均乗車人員推移 | 1日平均乗車人員推移 | 1日平均乗車人員推移 | 1日平均乗車人員推移 |
| 年度                | 定期外              | 定期                | 合計                | 出典                |
| ------------------- | ------------------- | ------------------- | ------------------- | ------------------- |
| 2000年（平成12年）  |                     |                     | 3,769               | [ 利用客数 2 ]      |
| 2001年（平成13年）  |                     |                     | 3,618               | [ 利用客数 3 ]      |
| 2002年（平成14年）  |                     |                     | 3,538               | [ 利用客数 4 ]      |
| 2003年（平成15年）  |                     |                     | 3,446               | [ 利用客数 5 ]      |
| 2004年（平成16年）  |                     |                     | 3,485               | [ 利用客数 6 ]      |
| 2005年（平成17年）  |                     |                     | 3,381               | [ 利用客数 7 ]      |
| 2006年（平成18年）  |                     |                     | 3,392               | [ 利用客数 8 ]      |
| 2007年（平成19年）  |                     |                     | 3,352               | [ 利用客数 9 ]      |
| 2008年（平成20年）  |                     |                     | 3,270               | [ 利用客数 10 ]     |
| 2009年（平成21年）  |                     |                     | 3,158               | [ 利用客数 11 ]     |
| 2010年（平成22年）  |                     |                     | 3,033               | [ 利用客数 12 ]     |
| 2011年（平成23年）  |                     |                     | 3,127               | [ 利用客数 13 ]     |
| 2012年（平成24年）  | 916                 | 2,249               | 3,166               | [ 利用客数 14 ]     |
| 2013年（平成25年）  | 902                 | 2,193               | 3,096               | [ 利用客数 15 ]     |
| 2014年（平成26年）  | 862                 | 2,094               | 2,957               | [ 利用客数 16 ]     |
| 2015年（平成27年）  | 885                 | 2,042               | 2,927               | [ 利用客数 17 ]     |
| 2016年（平成28年）  | 863                 | 2,068               | 2,931               | [ 利用客数 18 ]     |
| 2017年（平成29年）  | 844                 | 2,035               | 2,879               | [ 利用客数 19 ]     |
| 2018年（平成30年）  | 831                 | 1,973               | 2,805               | [ 利用客数 20 ]     |
| 2019年（令和元年）  | 773                 | 1,916               | 2,690               | [ 利用客数 21 ]     |
| 2020年（令和02年）  | 489                 | 1,587               | 2,077               | [ 利用客数 22 ]     |
| 2021年（令和03年）  | 546                 | 1,617               | 2,163               | [ 利用客数 23 ]     |
| 2022年（令和04年）  | 622                 | 1,663               | 2,285               | [ 利用客数 24 ]     |
| 2023年（令和05年）  | 679                 | 1,669               | 2,348               | [ 利用客数 1 ]      |

## 駅周辺
駅西側は崖である。塩竈市役所などがある塩竈市街地は仙石線本塩釜駅の方が近い。
- JR仙石線
  - 下馬駅
  - 西塩釜駅
- 塩竈市立玉川小学校
- 宮城県塩釜高等学校
- 塩釜東玉川郵便局
- 七十七銀行塩釜西支店
- 北日本銀行塩釜支店・多賀城支店
- 杜の都信用金庫玉川支店
- 塩竈市立病院
- 塩竈市公民館・ふれあいエスプ塩竈
  - 長井勝一漫画美術館
- 菅野美術館
- 塩釜警察署塩釜駅前交番
- 国道45号
- 宮城県道3号塩釜吉岡線
- 宮城県道35号泉塩釜線

## バス路線
- ミヤコーバス - 市内循環（しおナビ100円バス）、魚市場、しらかし台（利府町）方面
- NEWしおナビ100円バス（ジャパン交通受託運行）
- 大郷町住民バス - 大郷方面

## 隣の駅
東日本旅客鉄道（JR東日本）
■東北本線
■普通
国府多賀城駅 - 塩釜駅 - 松島駅
■■仙石東北ライン
■特別快速・■快速（赤快速）
仙台駅 - 塩釜駅 - 高城町駅
■快速（緑快速）
国府多賀城駅 - 塩釜駅 - （※） - 高城町駅
※：運賃計算上は松島駅を経由する。

### 記事本文

#### 報道発表資料
1. ↑  『仙石線と東北本線との接続について』（PDF）（プレスリリース）東日本旅客鉄道仙台支社、2012年10月18日。オリジナルの2013年4月26日時点におけるアーカイブ。2020年12月11日閲覧。
2. ↑  『石巻線および仙石線の全線運転再開と仙石東北ライン開業に伴う営業キロの変更及び運賃の適用等について』（PDF）（プレスリリース）東日本旅客鉄道仙台支社、2015年1月29日。オリジナルの2015年1月29日時点におけるアーカイブ。2020年12月11日閲覧。
3. ↑  『2003年10月26日（日）仙台エリアSuica（スイカ）デビュー!』（PDF）（プレスリリース）東日本旅客鉄道、2003年8月21日。オリジナルの2020年5月26日時点におけるアーカイブ。2020年5月26日閲覧。
4. ↑  『2015年5月ダイヤ改正について』（PDF）（プレスリリース）東日本旅客鉄道仙台支社、2015年2月26日。オリジナルの2020年5月24日時点におけるアーカイブ。2020年12月11日閲覧。
5. ↑  『Suicaエリア外もチケットレスで! 東北エリアから「えきねっとQチケ」がはじまります』（PDF）（プレスリリース）東日本旅客鉄道、2024年7月11日。オリジナルの2024年7月11日時点におけるアーカイブ。2024年8月1日閲覧。

#### 新聞記事
1. 1 2 3  「「魅力ある西口に」 塩釜駅前広場が完成」『河北新報』2014年12月7日。オリジナルの2014年12月14日時点におけるアーカイブ。2024年9月27日閲覧。

### 利用状況
1. 1 2  “各駅の乗車人員（2023年度）”.   東日本旅客鉄道. 2024年7月22日閲覧。
2. ↑  “各駅の乗車人員（2000年度）”.   東日本旅客鉄道. 2019年2月7日閲覧。
3. ↑  “各駅の乗車人員（2001年度）”.   東日本旅客鉄道. 2019年2月7日閲覧。
4. ↑  “各駅の乗車人員（2002年度）”.   東日本旅客鉄道. 2019年2月7日閲覧。
5. ↑  “各駅の乗車人員（2003年度）”.   東日本旅客鉄道. 2019年2月7日閲覧。
6. ↑  “各駅の乗車人員（2004年度）”.   東日本旅客鉄道. 2019年2月7日閲覧。
7. ↑  “各駅の乗車人員（2005年度）”.   東日本旅客鉄道. 2019年2月7日閲覧。
8. ↑  “各駅の乗車人員（2006年度）”.   東日本旅客鉄道. 2019年2月7日閲覧。
9. ↑  “各駅の乗車人員（2007年度）”.   東日本旅客鉄道. 2019年2月7日閲覧。
10. ↑  “各駅の乗車人員（2008年度）”.   東日本旅客鉄道. 2019年2月7日閲覧。
11. ↑  “各駅の乗車人員（2009年度）”.   東日本旅客鉄道. 2019年2月7日閲覧。
12. ↑  “各駅の乗車人員（2010年度）”.   東日本旅客鉄道. 2019年2月7日閲覧。
13. ↑  “各駅の乗車人員（2011年度）”.   東日本旅客鉄道. 2019年2月7日閲覧。
14. ↑  “各駅の乗車人員（2012年度）”.   東日本旅客鉄道. 2019年2月7日閲覧。
15. ↑  “各駅の乗車人員（2013年度）”.   東日本旅客鉄道. 2019年2月7日閲覧。
16. ↑  “各駅の乗車人員（2014年度）”.   東日本旅客鉄道. 2019年2月7日閲覧。
17. ↑  “各駅の乗車人員（2015年度）”.   東日本旅客鉄道. 2019年2月7日閲覧。
18. ↑  “各駅の乗車人員（2016年度）”.   東日本旅客鉄道. 2019年2月7日閲覧。
19. ↑  “各駅の乗車人員（2017年度）”.   東日本旅客鉄道. 2019年2月7日閲覧。
20. ↑  “各駅の乗車人員（2018年度）”.   東日本旅客鉄道. 2019年7月9日閲覧。
21. ↑  “各駅の乗車人員（2019年度）”.   東日本旅客鉄道. 2020年7月11日閲覧。
22. ↑  “各駅の乗車人員（2020年度）”.   東日本旅客鉄道. 2021年7月23日閲覧。
23. ↑  “各駅の乗車人員（2021年度）”.   東日本旅客鉄道. 2022年8月6日閲覧。
24. ↑  “各駅の乗車人員（2022年度）”.   東日本旅客鉄道. 2023年7月13日閲覧。